# Österreichische Fußball-Frauenmeisterschaft 1995/96
Die österreichische Fußball-Frauenmeisterschaft wurde 1995/96 zum 24. Mal nach der 35-jährigen Pause zwischen 1938 und 1972 ausgetragen. Die höchste Spielklasse ist die Frauen-Bundesliga und wurde zum 14. Mal durchgeführt. Die zweithöchste Spielklasse, in dieser Saison die 17. Auflage, wurde in zwei regionale Ligen unterteilt, wobei die 2. Division Ost als auch die Regionalliga West zum 2. Mal ausgetragen wurde.
Österreichischer Fußballmeister wurde zum sechsten Mal Union Kleinmünchen. Die Meister der zweithöchsten Spielklasse wurden DFC Obersdorf (Ost) und RW Rankweil (West).

## Erste Leistungsstufe – Frauen-Bundesliga

### Modus
Die acht Mannschaften spielten zuerst in 14 Runden gegen jeden zweimal. Danach wurde die Liga auf zwei Gruppen aufgeteilt: Die erst- bis viertplatzierten Vereine kämpften in weiteren sechs Runden (jeder gegen jeden zweimal) um den Meistertitel. Die fünft- bis achtplatzierten Teams spielten in zusätzlichen sechs Runden (jeder gegen jeden zweimal) um den Abstieg in die 2. Division. Die geschossenen und erhaltenen Tore sowie die Hälfte der Punkte (abgerundet) aus dem Grunddurchgang wurden in die Play-off's übernommen. Ein Sieg wurde mit drei Punkten belohnt, ein Unentschieden mit einem Zähler.

### Saisonverlauf
Die Liga setzte sich wie im Vorjahr aus acht Teams zusammen. Statt des abgestiegenen SC Brunn am Gebirge war heuer nach zwei Jahren wieder die First Vienna FC 1894 in der höchsten Leistungsklasse vertreten. Statt des DFC Ostbahn XI trat heuer der ESV Süd-Ost an. in dieser Saison wurde der Modus ähnlich dem in der Meisterschaft von 1993/94 eingeführt. Meister wurde in der höchsten Spielklasse die Union Kleinmünchen, die damit insgesamt ihren sechsten Titel binnen sieben Saisonen gewann. Absteigen musste der SC Neunkirchen sowie auf freiwillige Basis die First Vienna FC 1894.

### Tabellen
Tabelle nach dem Grunddurchgang (Herbsttabelle)
| 1.                                                                  | Union Kleinmünchen (C)   | 14 | 13 | 0 | 1  | 067:800 | +59 | 39 |
| 2.                                                                  | USC Landhaus (M)         | 14 | 11 | 0 | 3  | 066:100 | +56 | 33 |
| 3.                                                                  | ASV Vösendorf            | 14 | 9  | 0 | 5  | 042:200 | +22 | 27 |
| 4.                                                                  | DFC Heidenreichstein     | 14 | 8  | 0 | 6  | 028:200 | +8  | 24 |
| 5.                                                                  | ESV Süd-Ost B1           | 14 | 6  | 1 | 7  | 024:300 | −6  | 19 |
| 6.                                                                  | 1. DFC Leoben            | 12 | 5  | 1 | 6  | 019:310 | −12 | 16 |
| 7.                                                                  | SC Neunkirchen           | 14 | 2  | 0 | 12 | 011:810 | −70 | 06 |
| 8.                                                                  | First Vienna FC 1894 (N) | 14 | 1  | 0 | 13 | 011:680 | −57 | 03 |
| Stand: Endstand nach dem Grunddurchgang. Quelle: Union Kleinmünchen |                          |    |    |   |    |         |     |    |

| (M) | Österreichischer Fußball-Frauenmeister 1994/95 |
| (C) | ÖFB-Ladies-Cup-Sieger 1994/95                  |
| (N) | Neuaufsteiger der Saison 1994/95               |

Oberes Play-off (Abschlusstabelle)
Das Obere Play-off endete mit folgendem Ergebnis:
| Pl.                                                | Verein                 | Sp. | S | U | N | Tore    | Diff. | Punkte | Bonus | Gesamt |
| -------------------------------------------------- | ---------------------- | --- | - | - | - | ------- | ----- | ------ | ----- | ------ |
| 1.                                                 | Union Kleinmünchen (C) | 6   | 6 | 0 | 0 | 093:130 | +80   | 18     | 19    | 37     |
| 2.                                                 | USC Landhaus (M)       | 6   | 4 | 0 | 2 | 082:190 | +63   | 12     | 16    | 28     |
| 3.                                                 | ASV Vösendorf          | 6   | 1 | 1 | 4 | 049:430 | +6    | 04     | 13    | 17     |
| 4.                                                 | DFC Heidenreichstein   | 6   | 0 | 1 | 5 | 032:360 | −4    | 01     | 12    | 13     |
| Stand: Endstand. Quelle: NOeFV, Union Kleinmünchen |                        |     |   |   |   |         |       |        |       |        |

| (M) | Österreichischer Fußball-Frauenmeister 1994/95 |
| (C) | ÖFB-Ladies-Cup-Sieger 1994/95                  |

Unteres Play-off (Abschlusstabelle)
Das Untere Play-off endete mit folgendem Ergebnis:
| Pl.                                                | Verein                   | Sp. | S | U | N | Tore    | Diff. | Punkte | Bonus | Gesamt |
| -------------------------------------------------- | ------------------------ | --- | - | - | - | ------- | ----- | ------ | ----- | ------ |
| 1.                                                 | ESV Süd-Ost B1           | 6   | 5 | 1 | 0 | 062:390 | +23   | 16     | 9     | 25     |
| 2.                                                 | 1. DFC Leoben            | 6   | 3 | 2 | 1 | 033:370 | −4    | 11     | 8     | 19     |
| 3.                                                 | First Vienna FC 1894 (N) | 6   | 1 | 2 | 3 | 022:102 | −80   | 05     | 1     | 6      |
| 4.                                                 | SC Neunkirchen           | 6   | 0 | 1 | 5 | 015:990 | −84   | 01     | 3     | 4      |
| Stand: Endstand. Quelle: NOeFV, Union Kleinmünchen |                          |     |   |   |   |         |       |        |       |        |

| (N) | Neuaufsteiger der Saison 1994/95 |

Aufsteiger
- 2. Division Ost: keiner
- Regionalliga West: keiner

## Zweite Leistungsstufe
Die zweite Leistungsstufe wird in zwei regionalen Gruppen ausgespielt: 2. Division Ost und Regionalliga West.
Die zweite Leistungsstufe bestand aus zwei Ligen, getrennt nach Regionen:
- 2. Division Ost mit den Vereinen aus Niederösterreich (NÖFV) und Wien (WFV) und
- Regionalliga West mit den Vereinen aus Tirol (TFV) und Vorarlberg (VFV).

### 2. Division Ost

#### Modus
Jeder spielte gegen jeden zweimal in 14 Runden. Ein Sieg wurde mit drei Punkten belohnt, ein Unentschieden mit einem Zähler.

#### Saisonverlauf
Die Liga setzte sich gegenüber dem Vorjahr, in dem sechs Vereine teilnahmen, aus acht Teams zusammen. Im Vergleich zum letzten Jahr, waren in dieser Meisterschaft der SV Altlengbach, der ATSV Deutsch-Wagram und der abgestiegene SC Brunn am Gebirge neu vertreten. Meister in der 2. Division Ost wurde in dieser Saison wieder der DFC Obersdorf, der wieder auf den Aufstieg verzichtete. Somit gab es keinen Aufsteiger.

#### Abschlusstabelle
Die Meisterschaft endete mit folgendem Ergebnis:
| Pl.                            | Verein                  | Sp. | S  | U | N  | Tore    | Diff. | Punkte |
| ------------------------------ | ----------------------- | --- | -- | - | -- | ------- | ----- | ------ |
| 1.                             | DFC Obersdorf           | 14  | 12 | 2 | 0  | 055:120 | +43   | 38     |
| 2.                             | SV Altlengbach (N)      | 14  | 10 | 3 | 1  | 041:180 | +23   | 33     |
| 3.                             | ATSV Deutsch-Wagram (N) | 14  | 8  | 1 | 5  | 033:190 | +14   | 25     |
| 4.                             | SV Horn                 | 14  | 7  | 1 | 6  | 042:260 | +16   | 22     |
| 5.                             | SV Donau                | 14  | 5  | 0 | 9  | 021:220 | −1    | 15     |
| 6.                             | SC Brunn am Gebirge (A) | 14  | 4  | 2 | 8  | 033:360 | −3    | 14     |
| 7.                             | DFV Juwelen Janecka     | 14  | 3  | 4 | 7  | 015:480 | −33   | 13     |
| 8.                             | DFC Pellendorf          | 14  | 0  | 1 | 13 | 004:630 | −59   | 01     |
| Stand: Endstand. Quelle: NOeFV |                         |     |    |   |    |         |       |        |

| (A) | Absteiger der Saison 1994/95\|   |
| (N) | Neueinsteiger der Saison 1994/95 |

Aufsteiger
- Niederösterreich: keiner
- Wien: USC Landhaus II

### Regionalliga West

#### Modus
Die Liga bestand aus vier Vereinen, die in 2 Durchgängen, eine Hin- und eine Rückrunde, gegeneinander spielten. So wurden in sechs Runden der Meister der Regionalliga West ermittelt.

#### Saisonverlauf
Die Regionalliga West begann am 13. April 1996 und endete am 1. Juni 1996 mit der 6. Runde. Auftaktspiel war die Begegnung zwischen dem FC Schwarzach und dem Innsbrucker AC. Meister wurde der RW Rankweil, der jedoch an den Relegationsspielen nicht teilnahm. Sportunion Inzing wurde Letzter.

#### Abschlusstabelle
Die Meisterschaft endete mit folgendem Ergebnis:
| Pl.                          | Verein            | Sp. | S | U | N | Tore    | Diff. | Punkte |
| ---------------------------- | ----------------- | --- | - | - | - | ------- | ----- | ------ |
| 1.                           | RW Rankweil       | 6   | 4 | 1 | 1 | 017:700 | +10   | 13     |
| 2.                           | Innsbrucker AC    | 6   | 4 | 0 | 2 | 028:100 | +18   | 12     |
| 3.                           | FC Schwarzach     | 6   | 3 | 0 | 3 | 015:150 | ±0    | 09     |
| 4.                           | Sportunion Inzing | 6   | 0 | 1 | 5 | 004:320 | −28   | 01     |
| Stand: Endstand. Quelle: TFV |                   |     |   |   |   |         |       |        |

Aufsteiger
- Tirol: SK Zirl
- Vorarlberg: keiner

## Dritte Leistungsstufe

### Tiroler Liga Damen
Es liegen keine Aufzeichnungen über eine Austragung des Wettbewerbes vor. Wahrscheinlich wurde daher keine Meisterschaft ausgetragen.

### Vorarlberg Landesliga Damen
Es liegen keine Aufzeichnungen über eine Austragung des Wettbewerbes vor. In die Regionalliga West Damen stieg diesmal keiner aus Vorarlberg auf.

## Meisterschaften in den Bundesländern

### Damenliga Oberösterreich

#### Modus
Die Liga bestand aus sechs Vereinen, die in einer Hin- und einer Rückrunde gegeneinander spielten. So wurden in 10 Runden der Meister der Oberösterreichischen Damenliga ermittelt.

#### Saisonverlauf
Die Liga setzte sich gegenüber dem Vorjahr, in dem sieben Vereine teilnahmen, aus sechs Klubs zusammen, denn die SV Chemie Linz und SV Grünau waren nicht dabei, stattdessen spielte erstmals Union Babenberg Linz Süd mit. Meister wurde in dieser Saison ATSV Sattledt, die jedoch nicht berechtigt ist nächste Saison in der höchsten Spielklasse zu spielen. FC Münzkirchen stieg in die untere Spielklasse ab.

#### Abschlusstabelle
Die Meisterschaft endete mit folgendem Ergebnis:
| Pl.                          | Verein                       | Sp. | S | U | N  | Tore    | Diff. | Punkte |
| ---------------------------- | ---------------------------- | --- | - | - | -- | ------- | ----- | ------ |
| 1.                           | ATSV Sattledt                | 10  | 9 | 0 | 1  | 042:800 | +34   | 27     |
| 2.                           | Union Kleinmünchen II        | 10  | 6 | 2 | 2  | 037:130 | +24   | 20     |
| 3.                           | SV Garsten                   | 10  | 6 | 0 | 4  | 025:180 | +7    | 18     |
| 4.                           | FC Münzkirchen               | 10  | 4 | 2 | 4  | 029:150 | +14   | 14     |
| 5.                           | SV Taufkirchen/Pram          | 10  | 3 | 0 | 7  | 014:250 | −11   | 09     |
| 6.                           | Union Babenberg Linz Süd (N) | 10  | 0 | 0 | 10 | 005:730 | −68   | 0      |
| Stand: Endstand. Quelle: OFV |                              |     |   |   |    |         |       |        |

| (N) | Neueinsteiger der Saison 1994/95 |

Aufsteiger
- Union Tumeltsham

### Salzburger Damenliga

#### Modus
Die Liga bestand aus sieben Vereinen, die in einer Hin- und einer Rückrunde gegeneinander spielten. So wurden in 12 Runden der Meister der Salzburger Damenliga ermittelt.

#### Saisonverlauf
Erstmals wurde in Salzburg eine Meisterschaft in Form einer Liga ausgetragen. Meister wurde in dieser Saison ESV-ASKÖ Saalfelden-Harham, die jedoch nicht berechtigt ist nächste Saison in der höchsten Spielklasse zu spielen. USV Ebenau löste ihre Damenmannschaft am Saisonende auf.

#### Abschlusstabelle
Die Meisterschaft endete mit folgendem Ergebnis:
| Pl.                                    | Verein                     | Sp. | S | U | N  | Tore    | Diff. | Punkte |
| -------------------------------------- | -------------------------- | --- | - | - | -- | ------- | ----- | ------ |
| 1.                                     | ESV-ASKÖ Saalfelden-Harham | 12  | 9 | 2 | 1  | 047:700 | +40   | 29     |
| 2.                                     | DFC Anthering              | 12  | 8 | 4 | 0  | 052:150 | +37   | 28     |
| 3.                                     | USV Leopoldskron-Moos      | 12  | 7 | 3 | 2  | 047:600 | +41   | 24     |
| 4.                                     | USC Mariapfarr-Weißpriach  | 12  | 7 | 1 | 4  | 037:180 | +19   | 22     |
| 5.                                     | USV Ebenau                 | 12  | 3 | 0 | 9  | 009:640 | −55   | 09     |
| 6.                                     | DSK Hallein                | 12  | 2 | 1 | 9  | 015:450 | −30   | 07     |
| 7.                                     | USV 1960 Berndorf          | 12  | 0 | 1 | 11 | 006:590 | −53   | 01     |
| Stand: Endstand. Quelle: Salzburg Wiki |                            |     |   |   |    |         |       |        |

Aufsteiger
- SK/FFC Bruck aus dem Pinzgau.